# 鉄復堂
鉄 復堂（てつ ふくどう、1777年（安永6年） - 天保14年11月7日（1843年））は、江戸時代の漢学者。阿波国名東郡上佐那河内村（現徳島県佐那河内村）出身。名は顕考また煥、通称は嘉三。字は子文また文、号は芳渓、渭洲、高亭、のち復堂。
阿波国名東郡佐那河内村にて父・藤兵衛の三男として生まれた。八木迪、那波網川に学び、その後に江戸に出て古賀精里の学僕となった。加賀藩に招かれたが、父の意向で辞退し、徳島の常三島で塾を開いた。岩本贅庵、新居水竹など多くの人材を育てた。後に姫路藩に招かれ経書を教授した。徳島藩主・蜂須賀氏も司読に登用しようとしたが辞退する。書画に優れ、水墨山水も描いた。天保14年11月7日（1843年）、67歳で没した。墓所は徳島市大工町の敬台寺。